# Joseph Ritt
Joseph Fels Ritt (né le 23 août 1893 à New York où il est mort le  5 janvier 1951) est un mathématicien américain.

## Biographie
Joseph Ritt étudie à partir de 1908 au City College of New York, où il remporte plusieurs prix de mathématiques. Il étudie ensuite à l'université George-Washington (bachelor en 1913), en travaillant en parallèle à partir de 1910 à l'Observatoire naval des États-Unis à Washington. Il poursuit ses études grâce à une bourse à l'université Columbia, où il obtient son Ph. D. sous la direction d'Edward Kasner en 1917. Pendant la Première Guerre mondiale, il travaille comme calculateur pour le gouvernement. En 1921, il est professeur assistant, en 1927 professeur associé et en 1931 professeur à l'université Columbia, à partir de 1945 en tant que Davies Professor of Mathematics. De 1942 à 1945, il dirige la faculté de mathématiques.

## Travaux de recherche
Indépendamment de Fatou et Julia, Ritt a obtenu nombre de leurs résultats concernant l'itération de fonctions rationnelles. Un autre théorème important concerne l'unicité de la décomposition des polynômes. La partie la plus connue de ses travaux concerne la théorie algébrique des équations différentielles, qu'il traite dans deux livres (Differential equations from an algebraic standpoint et Differential Algebra). En 1948 paraît son livre Integration in Finite Terms sur l'intégration des fonctions élémentaires (à la suite de Joseph Liouville). La recherche d'algorithmes généraux s'est avérée être un problème difficile et n'a été résolu qu'en 1968 par Robert Risch. Plus tard, Joseph Ritt a également travaillé sur l'application des groupes de Lie dans la théorie des équations différentielles. Ritt a fondé la théorie des algèbres différentielles (en), qui a ensuite été beaucoup développée par lui et son élève Ellis Kolchin.
Il a travaillé sur la caractérisation des intégrales indéfinies qui peuvent être résolues en forme fermée, sur la théorie des équations différentielles ordinaires et des équations aux dérivées partielles, et a initié l'étude des groupes algébriques différentiels.

## Distinctions
En 1932, L'université George Washington lui a décerné un doctorat honoris causa en sciences, en 1024 il est conférencier invité, avec une conférence intitulée Elementary functions and their inverses au Congrès international des mathématiciens à Toronto.
En 1950, il donne une conférence plénière au Congrès international des mathématiciens (ICM) à Cambridge (Massachusetts) (Differential Groups). En 1932, il est Colloquium Lecturer de l'American Mathematical Society, dont il est vice-président de 1938 à 1940. Il est membre de l'Académie nationale des sciences depuis 1933. Ellis Kolchin est l'un de ses doctorants.
En son honneur, la Faculté de mathématiques de l'université Columbia a offert aux étudiants post-doctoraux des postes temporaires en tant que « Assistant professor Joseph F. Ritt » ou Instructor Joseph F. Ritt

## Publications
- 1920 : « On the iteration of rational functions », Trans. Amer. Math. Soc., vol. 21, no 3,‎ 1920, p. 348–356 (DOI 10.1090/S0002-9947-1920-1501149-6).
- 1922 : « Prime and composite polynomials », Trans. Amer. Math. Soc., vol. 23, no 1,‎ 1922, p. 51-66 (DOI 10.1090/S0002-9947-1922-1501189-9).
- 1929 : « On the zeros of exponential polynomials », Trans. Amer. Math. Soc., vol. 31, no 4,‎ 1929, p. 680–686 (DOI 10.1090/S0002-9947-1929-1501506-6).
- 1932 : Differential equations from the algebraic standpoint, Amer. Math. Soc., coll. « Amer. Math. Soc. Colloquium Publications » (no 14), 1932, 173 p..
- 1947 : Theory of Functions, King’s Crown Press, 1947, x+181 (zbMATH 0031.12202).
- 1948 : Integration in finite terms: Liouville’s theory of elementary methods, Oxford University Press (Londres) et Colombia University Press (New York), 1950, ix+100 (zbMATH 0031.20603).
- 1950 : Differential algebra, American Mathematical Society, coll. « Colloquium Publications » (no 33), 1950, viii+ 184 (zbMATH 0037.18402). — Réimpression : Dover 1966